# Dutch Darts Masters
Das Dutch Darts Masters war ein Turnier auf der European Darts Tour, welche im Rahmen der Pro Tour durchgeführt wurde. Es wurde von 2012 bis 2019 jährlich von der Professional Darts Corporation organisiert. Über die Jahre wechselte der Austragungsort innerhalb der Niederlande.
Letzter Sieger ist der Engländer Ian White, der im Jahr 2019 das Finale gegen Michael van Gerwen mit 8:7 gewinnen konnte.
Ab 2022 wurde das Dutch Darts Masters durch die Dutch Darts Championship ersetzt. Dafür gibt es seit diesem Jahr ein gleichnamiges Turnier auf der World Series of Darts.

## Format
Das Turnier wurde im K.-o.-System gespielt. Spielmodus war seit 2018 in den ersten drei best of 11 legs, im Halbfinale best of 13 legs und im Finale best of 15 legs.
Jedes leg wurde im double-out-Modus gespielt.

## Preisgeld
Bei dem Turnier wurden 2019 insgesamt £140.000 an Preisgeldern ausgeschüttet. Das Preisgeld verteilte sich unter den Teilnehmern wie folgt:
| Position (Anzahl der Spieler) | Position (Anzahl der Spieler) | Preisgeld |
| ----------------------------- | ----------------------------- | --------- |
| Gewinner                      | (1)                           | £ 25.000  |
| Finalist                      | (1)                           | £ 10.000  |
| Halbfinalisten                | (2)                           | £ 6.500   |
| Viertelfinalisten             | (4)                           | £ 5.000   |
| Achtelfinalisten              | (8)                           | £ 3.000   |
| Verlierer der 2. Runde        | (16)                          | £ 2.000   |
| Verlierer der Vorrunde        | (16)                          | £ 1.000   |
|                               |                               |           |
|                               |                               | £ 140.000 |

## Finalergebnisse
| Jahr | Austragungsort              | Sieger                               | Ergebnis                             | Finalist                             | Preisgeld                            | Preisgeld                            |
| Jahr | Austragungsort              | Sieger                               | Ergebnis                             | Finalist                             | Gesamt                               | Sieger                               |
| ---- | --------------------------- | ------------------------------------ | ------------------------------------ | ------------------------------------ | ------------------------------------ | ------------------------------------ |
| 2012 | Van der Valk Hotel, Nuland  | Simon Whitlock                       | 6 : 1                                | Paul Nicholson                       | 0£ 82.100                            | 0£ 15.000                            |
| 2013 | Koningshof Hotel, Veldhoven | Kim Huybrechts                       | 6 : 3                                | Brendan Dolan                        | 0£ 100.000                           | 0£ 20.000                            |
| 2014 | Koningshof Hotel, Veldhoven | Michael van Gerwen                   | 6 : 4                                | Mervyn King                          | 0£ 100.000                           | 0£ 20.000                            |
| 2015 | Evenementenhal, Venray      | Michael van Gerwen                   | 6 : 0                                | Justin Pipe                          | 0£ 115.000                           | 0£ 25.000                            |
| 2016 | Evenementenhal, Venray      | Michael van Gerwen                   | 6 : 2                                | Daryl Gurney                         | 0£ 115.000                           | 0£ 25.000                            |
| 2017 | MECC, Maastricht            | Michael van Gerwen                   | 6 : 1                                | Steve Beaton                         | 0£ 135.000                           | 0£ 25.000                            |
| 2018 | IJsselhallen, Zwolle        | Michael van Gerwen                   | 8 : 5                                | Steve Lennon                         | 0£ 135.000                           | 0£ 25.000                            |
| 2019 | IJsselhallen, Zwolle        | Ian White                            | 8 : 7                                | Michael van Gerwen                   | 0£ 140.000                           | 0£ 25.000                            |
| 2020 | WTC Expo, Leeuwarden        | Abgesagt wegen der COVID-19-Pandemie | Abgesagt wegen der COVID-19-Pandemie | Abgesagt wegen der COVID-19-Pandemie | Abgesagt wegen der COVID-19-Pandemie | Abgesagt wegen der COVID-19-Pandemie |

Mit seinen fünf Titeln ist Michael van Gerwen Rekordgewinner des Dutch Darts Masters und Rekordgewinner eines Turniers auf der European Tour.

## Höchste Averages
Die Tabelle nennt die zehn höchsten Averages in der Turniergeschichte.
| #  | Spieler              | Jahr | Runde         | Average | Ergebnis   |
| -- | -------------------- | ---- | ------------- | ------- | ---------- |
| 1  | Michael van Gerwen   | 2015 | Achtelfinale  | 114,70  | Sieg       |
| 2  | Michael van Gerwen   | 2016 | Finale        | 112,26  | Sieg       |
| 3  | Phil Taylor          | 2012 | Achtelfinale  | 109,76  | Sieg       |
| 4  | Kyle Anderson        | 2017 | 1. Runde      | 108,96  | Sieg       |
| 5  | Michael van Gerwen   | 2014 | Finale        | 108,80  | Sieg       |
| 6  | Rowby-John Rodriguez | 2019 | 1. Runde      | 108,79  | Sieg       |
| 7  | Michael van Gerwen   | 2017 | Achtelfinale  | 107,60  | Sieg       |
| 8  | Mervyn King          | 2014 | Finale        | 107,40  | Niederlage |
| 9  | Michael van Gerwen   | 2019 | 2. Runde      | 106,88  | Sieg       |
| 10 | Daryl Gurney         | 2016 | Viertelfinale | 106,84  | Sieg       |